# وریتی (فیلم)
وریتی (انگلیسی: Verity) فیلم روان‌شناختی عاشقانه دلهره‌آور محصول ایالات متحده آمریکا است. کارگردانی این فیلم بر عهده مایکل شوالتر است و فیلم‌نامهٔ آن را نیک آنتوسکا نوشته است. این فیلم بر پایه رمان پرفروش با همین نام نوشتهٔ کالین هوور ساخته شده و بازیگران ان هتوی، جاش هارتنت و داکوتا جانسون در آن ایفای نقش کردند. اکران این فیلم در ایالات متحده برای ۱۵ مه ۲۰۲۶ برنامه‌ریزی شده و توسط آمازون ام‌جی‌ام استودیوز از طریق کمپانی مترو گلدوین میر منتشر خواهد شد.

## تولید
اقتباس سینمایی از رمان وریتی نوشتهٔ کالین هوور، توسط نیک آنتوسکا، الکس هدلند و شرکت تولیدی ایت د کت در دست توسعه قرار گرفت. قبل از نوامبر ۲۰۲۰، آوریل مگوایر و ویل هانلی برای نگارش فیلم‌نامه استخدام شده بودند. این پروژه در ماه مه ۲۰۲۴ به آمازون ام‌جی‌ام استودیوز ارائه شد و در آن زمان هیلاری سیتز روی بازنویسی فیلم‌نامه کار می‌کرد. پس از آن، آنجلا لامانا نسخه‌های جدیدی از فیلم‌نامه را نوشت و در نهایت، در نوامبر ۲۰۲۴، نیک آنتوسکا نگارش نسخه نهایی را خود به عهده گرفت. در همین زمان، مایکل شوالتر برای کارگردانی فیلم انتخاب شد و ان هتوی نیز پذیرفت که نقش اصلی یعنی وریتی کرافورد را ایفا کند. یک ماه بعد، جاش هارتنت و داکوتا جانسون نیز به گروه بازیگران پیوستند. در فوریه ۲۰۲۵، ایسمائل کروز کوردووا، بریدی واگنر، ایرینا دوورونکو، کی.کی. موگی و مایکل ابوت جونیور نیز در نقش‌هایی که هنوز به‌صورت رسمی اعلام نشده‌اند، به گروه بازیگران اضافه شدند.
تصویربرداری اصلی از فوریه ۲۰۲۵ آغاز شد و ان هتوی و جاش هارتنت سکانس‌های خود را در لوکیشن‌هایی واقع در نیویورک مقابل دوربین بردند. داکوتا جانسون نیز فیلم‌برداری سکانس‌هایش را از ماه بعد آغاز کرد.

## انتشار
وریتی در ۱۵ مه ۲۰۲۶ در ایالات متحده منتشر خواهد شد.